# Frankrigs parlament
Frankrigs parlamentet består af to kamre, Assemblée Nationale og le Sénat. Nationalforsamlingen består af 577 medlemmer som vælges direkte for fem år. Senatets 348 medlemmer vælges indirekte af valgkollegier sammensat af amt- og kommunestyre-repræsentanter for en periode på seks år, hvor dog en tredjedel af medlemmerne skiftes ud hvert tredje år.